# Paweł Najdek
Paweł Najdek (ur. 9 kwietnia 1973 w Nowym Tomyślu) – polski ciężarowiec kategorii super ciężkiej, 4-krotny medalista mistrzostw Europy. Był zawodnikiem LKS Budowlani Nowy Tomyśl i KS Budowlani Opole. Rekordzista Polski w podrzucie – 250 kg. Trzynastokrotny medalista Mistrzostw Polski w tym dziewięciokrotny Mistrz Polski. Uczestniczył w igrzyskach olimpijskich w Sydney oraz w Atenach.

## Sukcesy

### Mistrzostwa Europy
| Mistrzostwa Europy | Miejsce      | Data | Konkurencja  | Rezultat           |
| ------------------ | ------------ | ---- | ------------ | ------------------ |
| Trenczyn 2001      | Trenczyn     | 2001 | kat. +105 kg | 2.miejsce          |
| Antalya 2002       | Antalya      | 2002 | kat. +105 kg | 2.miejsce – 430 kg |
| Władysławowo 2006  | Władysławowo | 2006 | kat. +105 kg | 3.miejsce – 432 kg |
| Strasbourg 2007    | Strasburg    | 2007 | kat. +105 kg | 3.miejsce – 421 kg |

## Działalność sportowa i społeczna
Prezes LKS Budowlani-Całus Nowy Tomyśl (2008-2011).